# جان بول ساسي
جان بول ساسي (29 ديسمبر 1915 - 9 ديسمبر 1992)، هو مخرج تلفزيوني وسينمائي وكاتب سيناريو فرنسي.
ولد بول جوزيف ساسي المعروف باسم جان بول ساسي في العاصمة تونس يوم 29 ديسمبر 1915 في عائلة من أصل كورسيكي. أبوه هو أنطوان ساسي مدير مكتب البريد وأمه كاثرين نيكولاي مدرسة. أمضى طفولته ومراهقته في بنزرت التونسية ومينتون وكان الفرنسية. وخلال الحرب العالمية الثانية شارك بنشاط في القتال ضد المحتل.